# Túpolev Tu-70
El Túpolev Tu-70 (ruso: Туполев Ту-70; designación OTAN: Cart) fue una variante soviética de pasajeros del bombardero Tu-4 (que fue diseñado a partir del Boeing B-29 Superfortress estadounidense), diseñado inmediatamente después del final de la Segunda Guerra Mundial. Utilizaba varios componentes del Boeing B-29 que habían realizado aterrizajes de emergencia en la Unión Soviética tras bombardear Japón. Tenía el primer fuselaje presurizado de la Unión Soviética y voló por primera vez el 27 de noviembre de 1946. El avión se probó con éxito y se recomendó para su producción en serie, pero finalmente no se fabricó debido a pedidos militares más urgentes y a que Aeroflot no tenía necesidad de un avión de este tipo. Una versión de avión de carga militar fue el Túpolev Tu-75.

## Diseño y desarrollo
Una vez completado el trabajo de diseño básico del bombardero Tu-4, Túpolev decidió diseñar una variante de pasajeros con fuselaje presurizado, a la que se le dio la designación interna de 70. Se pretendía utilizar tantos componentes del Tu-4 como fuera posible para reducir los costes y ahorrar tiempo de desarrollo. Se trataba de un monoplano de ala baja, en voladizo, con tren de aterrizaje triciclo, propulsado por cuatro motores radiales Shvetsov ASh-73TK. Los trabajos de diseño de una maqueta comenzaron en febrero de 1946 y el Consejo de Ministros confirmó el pedido de un único prototipo al mes siguiente. La decisión sobre la producción del Tu-12, como se denominaría oficialmente, se tomaría después de las pruebas.
Para acelerar la construcción del prototipo se utilizaron varios componentes de dos B-29. Entre ellos se encontraban los paneles exteriores de las alas, las cubiertas de los motores, los flaps, el tren de aterrizaje, el conjunto de la cola y parte del equipamiento interno. Se rediseñó la sección central del ala y se aumentó su envergadura. El fuselaje presurizado era completamente nuevo y cambiaba la posición del ala de media a baja. El parabrisas de la cabina del avión se cambió por una configuración "escalonada" más convencional. Se propusieron tres configuraciones diferentes para la disposición de la cabina, una versión vip para el gobierno, un modelo de clase mixta para 40-48 pasajeros y una configuración de avión de pasajeros con 72 asientos. Parece que el prototipo se construyó con la configuración de clase mixta, pero no se puede confirmar.
El 70 se completó en octubre de 1946, pero no realizó su primer vuelo hasta el 27 de noviembre. Comenzó las pruebas de fabricación en octubre, pero un incendio del motor en el cuarto vuelo provocó un aterrizaje forzoso. Esto se debió a un defecto de diseño en el sistema de control del sobrealimentador fabricado en Estados Unidos, pero la identificación del problema y su solución prolongaron las pruebas de fabricación hasta octubre de 1947. Fue rebautizado como Tu-70 cuando se sometió a las pruebas de aceptación del Estado que finalizaron el 14 de diciembre. Cumplió todos los objetivos de diseño, pero no fue aceptado para la producción porque todas las fábricas ya estaban comprometidas con la construcción de aviones de mayor prioridad, y Aeroflot no tenía ninguna necesidad de este modelo, ya que estaba plenamente satisfecha con sus actuales aviones de pasajeros Ilyushin Il-12.
Fue enviado al NII-VVS (ruso: Научно-Исследовательский Институт Военно-Воздушных Сил, Instituto de Investigación Científica de las Fuerzas Aéreas) para su evaluación como avión de transporte militar en diciembre de 1951. Posteriormente, se utilizó para realizar diversas pruebas antes de ser desechado en 1954. Su diseño se modificó para convertirlo en un transporte militar como el Túpolev Tu-75, pero tampoco fue puesto en producción.

## Variantes
70
Designación interna inicial del prototipo de avión comercial, uno construido.
Tu-70
Designación final del prototipo.

## Especificaciones
Referencia datos: Gordon Rigmant

### Características generales
- Tripulación: Siete-ocho
- Capacidad: 72 pasajeros
- Longitud: 35,4 m (116,1 ft)
- Envergadura: 44,3 m (145,2 ft)
- Altura: 9,8 m (32 ft)
- Superficie alar: 166,1 m² (1787,9 ft²)
- Peso vacío: 38 290 kg (84 391,2 lb)
- Peso cargado: 51 400 kg (113 285,6 lb)
- Planta motriz: 4× motor radial de 18 cilindros refrigerado por aire Shvetsov ASh-73TK.
  - Potencia: 1800 kW (2482 HP; 2448 CV) cada uno.
- Hélices: Cuatripala de velocidad constante

### Rendimiento
- Velocidad máxima operativa (Vno): 568 km/h (353 MPH; 307 kt)
- Alcance: 2500 km (1350 nmi; 1553 mi)
- Techo de vuelo: 11 000 m (36 089 ft)
- Carga alar: 361 kg/m² (73,9 lb/ft²)
- Potencia/peso: 120 kW/kg (73 hp/lb)

## Aeronaves relacionadas

### Desarrollos relacionados
- Boeing B-29 Superfortress
- Túpolev Tu-4
- Túpolev Tu-75
- Túpolev Tu-80
- Túpolev Tu-85

### Aeronaves similares
- Boeing 377 Stratocruiser
- Ilyushin Il-18 (1946)

### Secuencias de designación
- Secuencia Tu-_ (interna de Túpolev): ← Tu-22 - Tu-22M/Tu-26 - Tu-28/Tu-128 - Tu-70 - Tu-72 - Tu-75 - Tu-77 →